# Zona metropolitană Craiova
Zona metropolitană Craiova este o zonă metropolitană din România ce cuprinde municipiul Craiova, orașele Filiași, Segarcea și alte 21 de comune: Șimnicu de Sus, Ghercești, Pielești, Breasta, Mischii, Ișalnița, Predești, Bucovăț, Vîrvoru de Jos, Țuglui, Almăj, Murgași și Terpezița etc.. 
A fost înființată în februarie 2009, după doi ani de dezbateri.
Populația zonei metropolitane este de aproximativ 356 544 locuitori (valoare obținută după datele recensământului din 2011) și o suprafață de 1498,62 km2 reprezentând 20,21 % din suprafața județului Dolj.
| Localitate                 | Populație 2011 | Suprafață (km²) |
| -------------------------- | -------------- | --------------- |
| Craiova                    | 269 506        | 81,41           |
| Filiași                    | 16 900         | 99,73           |
| Segarcea                   | 7 019          | 120,08          |
| Almăj                      | 1 974          | 28,02           |
| Brădești                   | 4 431          | 63,06           |
| Breasta                    | 3 906          | 45,20           |
| Bucovăț                    | 4 213          | 11,11           |
| Calopăr                    | 3 723          | 50,82           |
| Cârcea                     | 3 424          | 32,70           |
| Coșoveni                   | 3 237          | 75,09           |
| Coțofenii din Față         | 1 904          | 23,60           |
| Ghercești                  | 1 690          | 16,95           |
| Ișalnița                   | 3 770          | 32,01           |
| Malu Mare                  | 3 780          | 23,49           |
| Mischii                    | 1 760          | 16,56           |
| Murgași                    | 2 508          | 99,73           |
| Pielești                   | 3 609          | 65,50           |
| Predești                   | 1 905          | 43,51           |
| Șimnicu de Sus             | 4 627          | 57,83           |
| Teasc                      | 3 253          | 40,21           |
| Țuglui                     | 2 834          | 38,70           |
| Terpezița                  | 1 673          | 66,84           |
| Vîrvoru de Jos             | 2 955          | 107,86          |
| Vela                       | 1 943          | 66,19           |
| Zona metropolitană Craiova | 356 544        | 1498,62         |

## Legături externe
- Site oficial